# والت مكدونالد
والت مكدونالد (بالإنجليزية: Walt McDonald)‏ هو شاعر أمريكي، ولد في 18 يوليو 1934.